# Higginsia bidentifera
Higginsia bidentifera är en svampdjursart som först beskrevs av Ridley och Arthur Dendy 1886.  Higginsia bidentifera ingår i släktet Higginsia och familjen Heteroxyidae. Inga underarter finns listade i Catalogue of Life.